# Karl Fiedler (Politiker)

Karl Fiedler

Karl Theodor Fiedler (* 28. März 1897 in Nürnberg; † 13. September 1945 im Speziallager Ketschendorf) war ein deutscher Politiker (NSDAP) und SA-Führer.

## Leben und Wirken
Nach dem Besuch eine Simultanschule in Nürnberg in den Jahren 1903 bis 1911 wurde Fiedler von 1907 bis 1911 an einer Privatzeichenschule zum Graveur und Kunstgewerbler ausgebildet. Am Ersten Weltkrieg nahm Fiedler mit dem Bayerischen 3. Ersatz-Infanterie-Regiment und dem Bayerischen 20. Reserve-Regiment teil. Im Krieg wurde Fiedler zweimal in Nordfrankreich Opfer eines Gasangriffs. Nach dem Krieg gehörte Fiedler der bayerischen Einwohnerwehr an.
Am 1. Januar 1924 trat Fiedler in eine Auffangorganisation der damals verbotenen NSDAP ein, zum 4. Juni 1925 trat er der neu gegründeten Partei bei (Mitgliedsnummer 6.978). Von 1925 bis 1927 fungierte er in der NSDAP als Ortsgruppenleiter. In der SA übernahm er bis 1928 Aufgaben als Standarten- und Brigadeführer. Nach dem 1929 erfolgten Eintritt in die SS wurde er wiederum mindestens bis zum SS-Sturmführer befördert.
Am 1. Juni 1933 wurde Fiedler zum hauptamtlichen Kreisleiter des Kreises Zerbst ernannt. Später, ungefähr von 1937 bis 1939, übte er die gleiche Funktion für Stendal aus. Nach 1938 wohnte Fiedler in Dessau.
Von November 1933 bis zum Ende der NS-Herrschaft im Frühjahr 1945 saß Fiedler als Abgeordneter für den Wahlkreis 10 (Magdeburg) im nationalsozialistischen Reichstag. Fiedler wurde mit dem Goldenen Ehrenzeichen und dem Silbernen Gauehrenzeichen von 1925 ausgezeichnet.
Nach Ende des Zweiten Weltkrieges geriet Fiedler in sowjetische Gefangenschaft, in der er im September 1945 starb.